# (16674) Birkeland
Pour les articles homonymes, voir Birkeland.
(16674) Birkeland est un astéroïde de la ceinture principale.

## Description
(16674) Birkeland est un astéroïde de la ceinture principale. Il est découvert le 16 janvier 1994 à Caussols par Eric Walter Elst et Christian Pollas. Il présente une orbite caractérisée par un demi-grand axe de 2,62 UA, une excentricité de 0,08 et une inclinaison de 8,5° par rapport à l'écliptique.